# 旺角再遊行
旺角再遊行是2019年8月3日香港九龍發生的遊擊式多重示威。原定遊行路線本為由大角咀晏架街遊樂場遊行至110米外的櫻桃街公園，以「五大訴求」為主題，包括2020年普選立法會。也有大量市民由大角咀走至旺角，再兵分三路至尖沙咀、紅磡及黃大仙聚集和示威，至翌日凌晨散去。旺角亞皆老街、紅磡海底隧道、尖沙咀碼頭、黃大仙一帶交通短暫癱瘓，在翌日凌晨警察撤走後，交通恢復正常。活動主辦方稱共有12萬人參與，警方稱最高峰人數為4200人。

## 背景
由網民發起的旺角再遊行原定在7月20日舉行，因讓路給民陣發起的2019年7月21日香港反對逃犯條例修訂草案遊行，而延期至8月3日舉行。
伍永德代表網民向警方申請旺角再遊行的不反對通知書。8月1日，警方發出反對通知書，反對由晏架街足球場起步，途經旺角道、彌敦道、登打士街、廣華街和染布房街，以麥花臣籃球場為終點的遊行，只批淮晏架街足球場的集會。8月2日，伍永德提出上訴，終獲批准遊行，但所謂遊行路線被大幅縮短至僅有110米，由晏架街遊樂場至櫻桃街公園。

## 經過

### 晏架街集會開始
14:45，晏架街集會開始，持續有市民湧入遊樂場參與集會，至約下午四時，集會結束，遊行準備起步，並會由立法會議員毛孟靜、前立法會議員羅冠聰及一眾銀髮族帶領隊頭。遊行隊伍正式出發，隊頭手持黑色橫額「警權過大」。現場不斷大叫「開路」，市民開路予隊頭。

### 遊行隊伍佔領彌敦道
16:30，遊行起步後約半小時，仍有大批市民聚集在晏架街遊樂場等候出發，而隊頭已轉入橡樹街，並向櫻桃街公園方向前進。另有市民自發在新填地街向油麻地方向遊行。有市民逼出塘尾道櫻桃街交界，有遊行人士提出要去彌敦道，於是大批遊行人士沿亞皆老街前往彌敦道方向。

## 示威者兵分多路突襲多區示威
大量遊行人士亦從旺角兵分多路到尖沙咀、紅磡、黄大仙，並到警署、公路聚集示威。過短的遊行路線直接導致一連串多地區突襲式佔據和示威行動開始。

### 尖沙咀示威者快閃拆走五星紅旗，以及衝擊該區警署

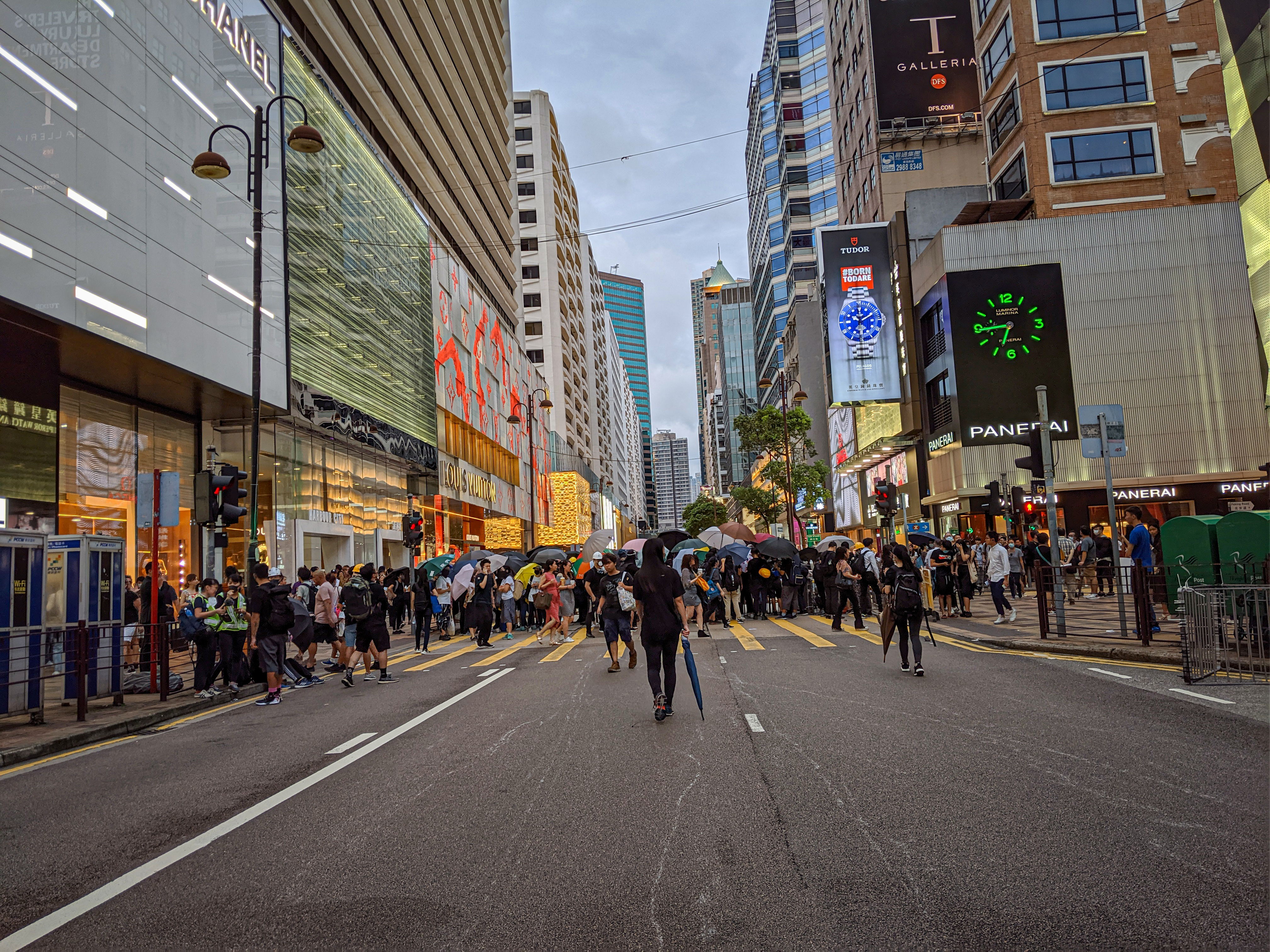
遊行人士抵達廣東道佔領馬路

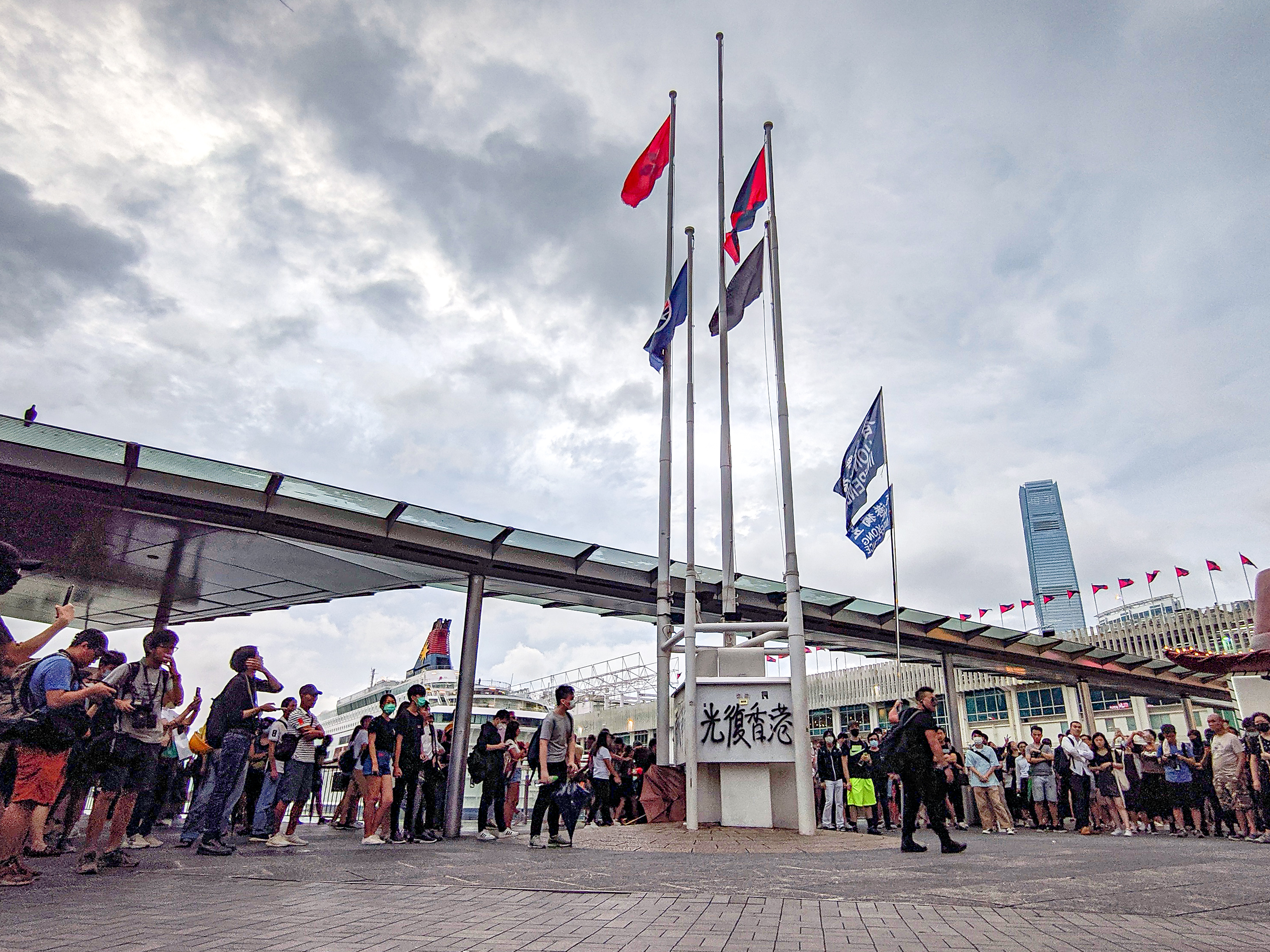
示威者将五支旗桿上的中华人民共和国國旗拆下並丟入維多利亞港，其后有人舉「香港獨立」旗幟

遊行人士沿彌敦道前行至尖沙咀。遊行人士在彌敦道右轉入海防道，抵達海港城後經廣東道前往海傍一帶，沿途沒有警察。示威者拆走海港城外五支旗桿上的中华人民共和国國旗並丟入維多利亞港中，令其隨海水漂流，示威者其後立刻跑去「鳩嗚」（購物）。後來有人舉「香港獨立」旗幟。
另外，數百名示威者包圍尖沙咀警署，用噴漆在外牆噴上侮辱性言論、訴求和示威口號。警署關門停止服務。有示威者在大門外縱火但很快熄滅，亦有不明人士用大量磚頭擊破警署內多架私家車，直到防暴警察集結增援才驅散群眾。

### 紅磡示威者兩度快閃佔領紅隧收費站

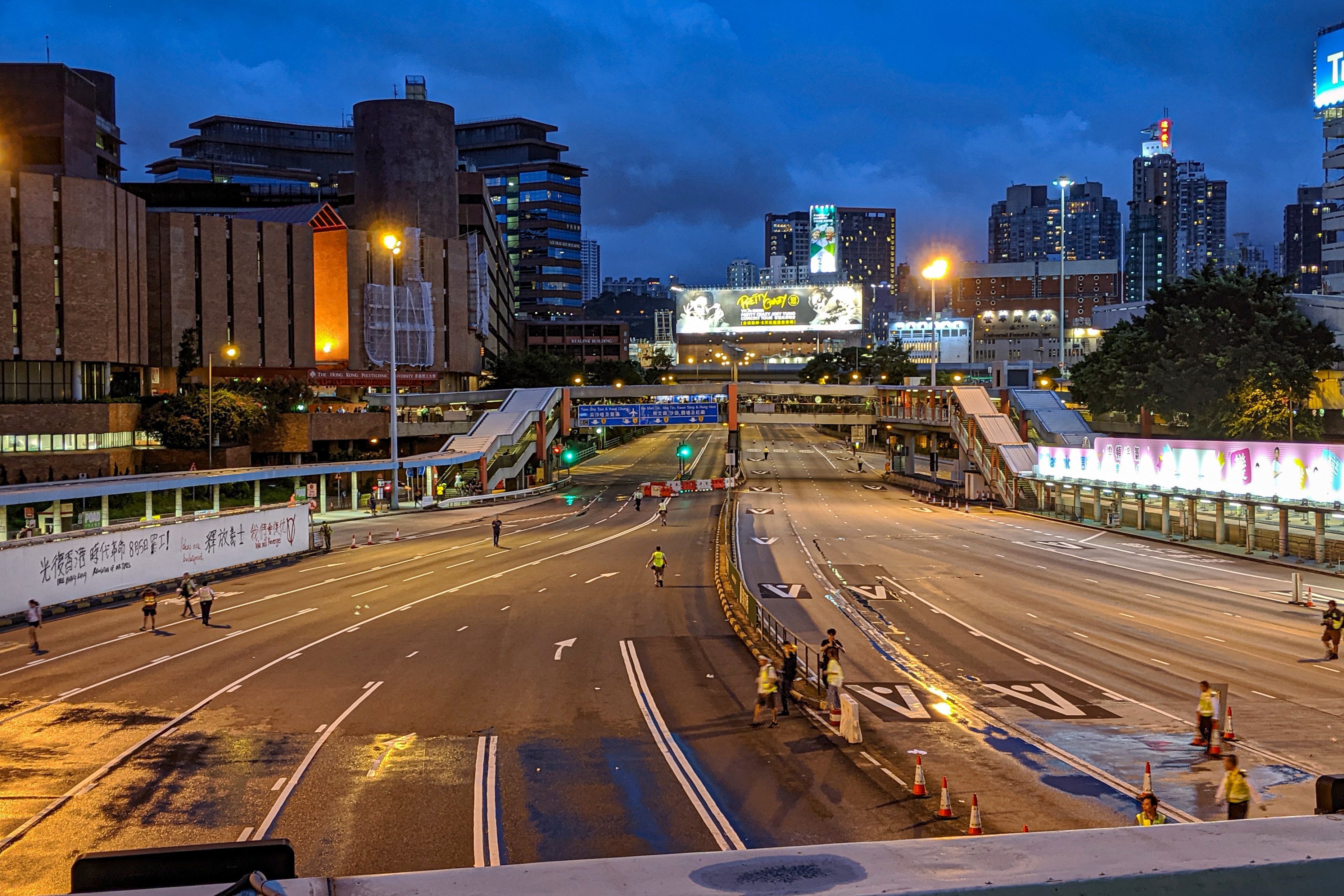
傍晚，約200名示威者佔領紅磡海底隧道收費廣場，並拆走收費設施充當路障，暫時堵塞紅磡隧道

傍晚6時半至7時，約200名示威者佔領紅磡海底隧道收費廣場，並拆走收費設施充當路障，暫時堵塞紅磡隧道，目的是迫使政府回應訴求，示威者在半小時後散去，其後紅隧繼續收費。在夜晚11時，有少量示威者再次堵塞紅磡出口，二十多分鐘後示威者自行散去。

### 尖沙咀、旺角兩面清場，示威者反包圍旺角警署
21:25，大批防暴警走出旺角警署，開始武力驅散人群，但示威者一開始以人多勢眾的優勢迫使防暴警察暫時撤退離開亞皆老街十字路口區域。尖沙咀柯士甸道及旺角警署外分別有防暴警員準備清場。尖沙咀警署外施放多枚催淚彈。在旺角的防暴警察連同速龍小隊增援後，開始快速推進至在亞皆老街及彌敦道交界，將示威者壓倒在地上，並以警棍毆打，令示威者受傷，現場有3至4名示威者被捕。
一名香港迪士尼樂園任職的菲律賓裔舞蹈員於途徑旺角期間被警方截查並被按倒在地上，引起樂園其他員工不滿，並製作影片譴責警員的行徑。
在凌晨12時，大約數百名示威者突然從太子站方向突襲式包圍旺角警署聲援被捕的數名示威者，擾攘到凌晨2時，旺角警方再進行新一輪驅散行動才撤底驅散這些示威者。

### 黃大仙警民衝突
另外，有過百名示威者在亞皆老街往九龍城方向遊行，沿途會讓路予車輛經過，有私家車司機即場向示威者遞傘以示支持。

#### 警方黃大仙站濫捕青年 居民包圍警車抗議
晚上10時50分，至少十名防暴警察突然跑入港鐵黃大仙站出入口樓梯截停和拘捕兩名男子並搜身，同時亦在站外制服一名路過的市民，並帶上警車。事件引發百多名街坊不滿，趕到黃大仙站附近包圍警車，並不斷高叫「香港警察，知法犯法！」抗議，其後亦大叫「守護黃大仙」、「無人鐘意警察呀！(沒人喜歡警察！)」有抗議市民以雨傘拍打及以腳踢警車。警察在撤退及離開途中，部分警車未及離開，加上市民要求警察釋放無辜被捕青年，因而不讓最少2輛警方車輛離開，當中包括一輛警方私家車。警方在民居附近發射催淚彈驅散。。

#### 警方以催淚彈驅散黃大仙居民
凌晨12時05分，警方在民居附近施放新一輪催淚彈驅散所有抗議人群，包括穿着拖鞋的街坊。由於催淚煙影響附近民居的風險，有居民以廚房不銹鋼蒸魚碟蓋著催淚彈，亦引致黃大仙附近屋邨的街坊聯合示威者反包圍警方並要求放人。大量示威人士其後從其他示威地點轉至黃大仙警署及紀律部隊宿舍增援。
另外，有示威者不滿紀律部隊宿舍的住客多次從高空向抗議的人群掟擲物，包括水彈、玻璃、裝有不明液體的膠袋等，之後不斷向紀律部隊宿舍方向喝罵，又用射燈及激光筆射向懷疑扔物品出街的宿舍單位。之後有低層宿舍玻璃窗被打破，宿舍入口車閘亦被破壞。
有示威者向警署內擲雨傘，又在牆身噴上「光復香港，時代革命」、「皇天擊殺」等示威口號。警方其後再向東頭村道馬路及行人路推進，之後轉入正德街，但由於馬路上有多輛汽車，示威者難以後退，而警方也難以繼續行動，現場出現交通堵塞。有一名年長示威者被警察箍頸而不支倒地，其後有醫護人士到場照顧他。
之後更有紀律部隊宿舍住客衝擊抗議群眾。約7名中年男子一度持垃圾筒推向示威者，雙方一度有肢體衝突，甚至持武器打鬥。防暴警察在凌晨1時前再出動，施放催淚煙。

#### 大部分抗議群眾撤離 警方深夜截查市民
凌晨2時53分，仍有逾60名示威者於黃大仙紀律部隊宿舍一帶與大約40名警員對峙，多輛路過汽車響號，警方曾舉黃旗，並揮動警棍歐打示威者及街坊，期間警員自稱克制。凌晨2時警方再施放催淚彈驅散黃大仙的抗議人群。大部份示威者及街坊回家後，警方仍於黃大仙一帶多次無故截查市民。

## 後續影響及事件
8月5日傍晚，海港城五支旗桿再次發生五星紅旗被扔事件。

### 運輸工和學生向警員索償
- 一名50歲運輸工表示當日晚上約8時半前往餐廳用膳期間遭警員被推倒、拖行及拳打腳踢，並需送院處理。之後入稟區域法院向警方追討合共164萬賠償。案件相隔近3年，到2022年7月21日開審，原告人親自應訊及作供，並沒有律師代表。律政司代表質疑原告人對警員存有偏見，包括「想毆打市民」只屬猜想，認為有誇大被襲時間和傷勢，藉此投訴宣洩對警方的不滿和懷恨在心，原告人均否認。辯方同時質疑他誇大傷勢，病人資料多處「不詳」而隱瞞事實和未能確認施襲者為警員。[22]不過到2022年8月12日，經審訊後被裁定敗訴並需支付被告訟費。區域法院法官高勁修指原告證供不可信、不合邏輯且偏頗。而現場亦無人拍下事發經過，網上也沒人提及事件，傳媒也沒報道，認為其證供不合邏輯。又形容被告在報警抑或求醫時，也沒有向警員或醫護表示遭拳打腳踢，並指出部分傷勢屬舊患。[23]

- 一名當時20歲的男學生被指在港鐵黃大仙站D2出口外撲向警員，被控襲警罪。他上庭應訊期間仍然穿病人服，左手肱骨骨折，左上臂更要永久安裝鋼板，並患上精神經性疼痛。到2020年經審訊後獲裁定無罪，兼得訟費。到2022年7月26日涉案男生入稟區域法院，指被兩名警員看管期間受襲及施刑，違反法定職責及《人權法》，向涉事警員及警務處處長提出索償，但未有列明索償金額。[24]

## 回應

### 中华人民共和国中央政府
2019年8月4日，中央人民政府驻香港特别行政区联络办公室发表声明，認為香港示威者拋国旗入海這一行為屬於對中國國旗的侮辱，是对国家尊严的公开挑衅。中央人民政府驻香港特别行政区联络办公室對此進行嚴厲譴責，並要求依法嚴懲。国务院港澳事务办公室发言人发表讲话，指出这一行径严重触犯了《中华人民共和国国旗法》和香港特别行政区《国旗与国徽条例》，公然冒犯国家、民族尊严，肆意践踏“一国两制”原则底线，极大地伤害了包括香港同胞在内的全中国人民的感情，并坚决支持香港特别行政区警队和司法机构果断执法、严正司法，尽快将违法犯罪分子绳之以法。
中国大陆官方媒体亦对此次游行中示威者拆除中国国旗表示谴责。央视《新闻联播》形容游行者是“不是不报，时间未到”，并称““洋爹洋妈”成不了你们恶行的‘护身符’，即便贴了也不管用。”事发后，央视新闻微博發起「五星紅旗有14億護旗手」话题，號召網民轉發五星紅旗圖片，並發聲「我是護旗手」。截至8月15日该话题阅读量已超50億，单条微博转发超过1000万，亦吸引明星的关注和转发。

### 警務處
警方指由八月三日晚至八月四日凌晨，東、西九龍各處發生嚴重暴力事件，警方對激進示威者的暴力、目無法紀行為予以最嚴厲譴責，並強調會對所有非法及暴力行為嚴正執法。
警方又表示有能力及決心，維護社會安寧，絕不姑息任何暴力行為。

### 警察員佐級協會
警察員佐級協會主席林志偉於聲明指，過去幾個週末「無法無天、人見人憎、害怕曝光與蟑螂無異的暴徒」，藉參與示威遊行、表達訴求之名，作暴力及破壞社會安寧的行為。
協會聲稱，有人刻意換衣服打扮成附近居民，在黃大仙製造事端及暴力衝擊警察，有人在尖沙咀將中國國旗拆下及拋到海面，掛上有宣揚港獨的旗幟，明目張膽侮辱國家及挑戰國家主權的行為。聲明以「蟑螂們，請收手吧！」結尾，指「暴徒的言行及所作所為實在與蟑螂無異」。

## 拘捕

### 逾二十人被拘捕
警察公共關係科高級警司余鎧均表示8月3日下午至4日凌晨在九龍尖沙咀、旺角及黃大仙多區的警民衝突事件中，警方拘捕20多人，涉嫌非法集結及襲擊等。
8月15日，警方再次拘捕五名因在游行中涉嫌串謀侮辱五星紅旗的人士，分別在旺角、馬鞍山、深水埗、牛頭角及黃大仙被捕。17日，一名被捕的22岁男子获无条件释放，另外4名被捕人士则获准保释候查。